# Stillleben mit Käse
Stillleben mit Käse ist ein Gemälde des niederländischen Künstlers Floris van Dyck, der als wesentlicher Begründer des frühen niederländischen Mahlzeitstilllebens – auch Haarlemer Schautafeln genannt – gilt. Es wird auf etwa 1615–1620 datiert und besitzt die Maße 82,5 × 111,2 cm. Bei der Technik handelt es sich um Ölfarbe, die auf eine Holztafel aufgebracht wurde. Beim Titel des Gemäldes handelt es sich nicht um eine Bezeichnung durch den Künstler selbst, sondern um eine nachträgliche Betitelung.

## Kulturhistorischer Hintergrund

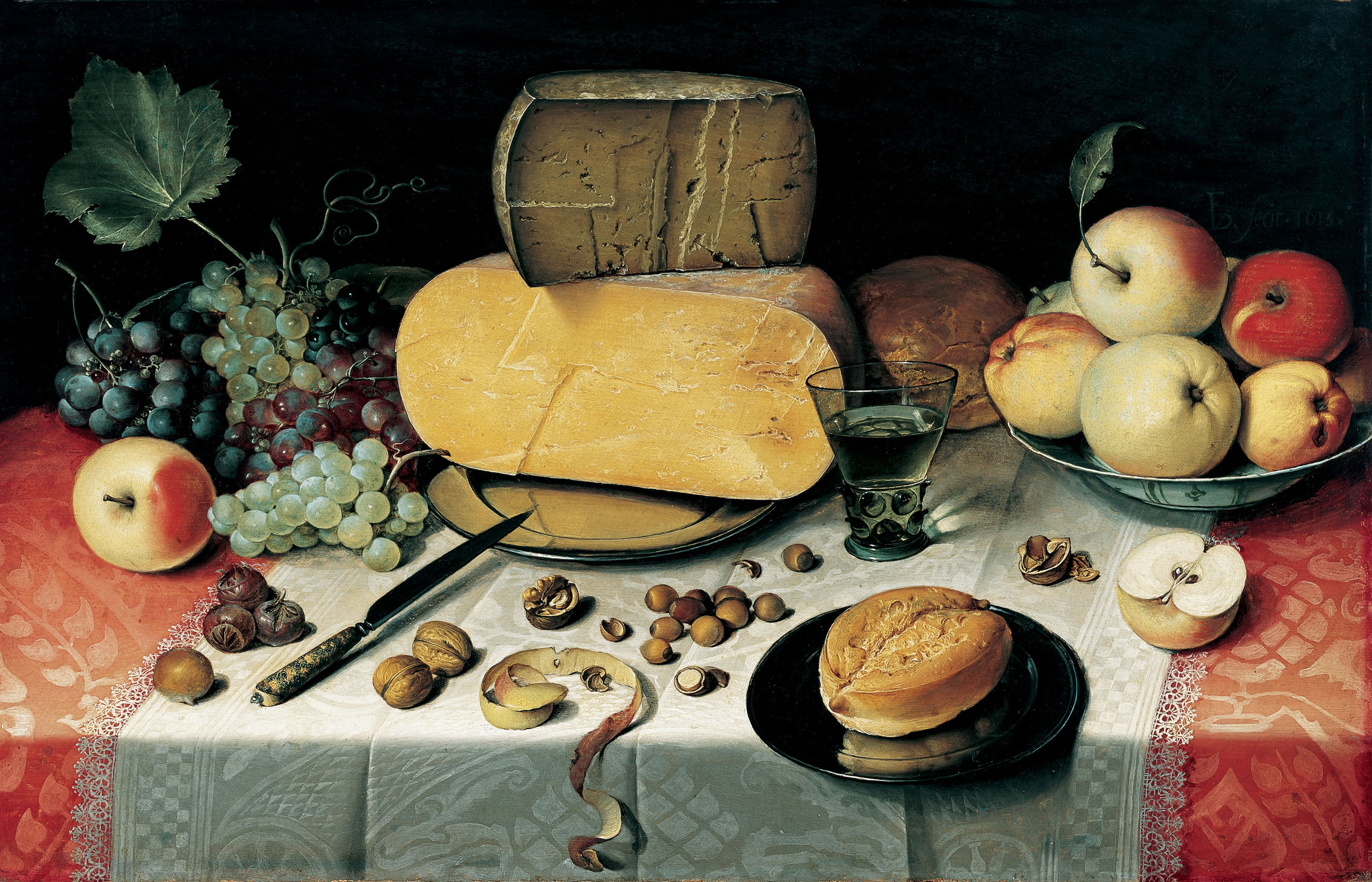
Floris van Dyck, Stillleben mit Käse, 1613, Frans-Hals-Museum, Haarlem

Das Bild ist exemplarisch für die niederländische Stilllebenmalerei im 17. Jahrhundert, als sich viele Maler auf ein bestimmtes Genre spezialisierten und die Spezialisierung innerhalb des Genres selbst perfektionierten. So entstand beispielsweise eine ganze Palette von Blumen- und Früchtestillleben oder den Banketjes, zu denen auch dieses Bild zählt, oft in mehreren nur wenig differierenden Varianten des immer gleichen Sujets. Auch das Thema dieses Bildes existiert in mehreren Varianten, eine davon im Frans-Hals-Museum, in Haarlem.
Für diese Art Bilder gab es in dem Goldenen Zeitalter der Niederlande, als die Republik der Sieben Vereinigten Niederlande zur führenden Handels- und Wirtschaftsnation aufgestiegen war, einen lukrativen und florierenden Markt. Dabei ist die Hinwendung zur Darstellung von Alltäglichem (Stillleben, Genremalerei, holländische Landschaften usw.) auch durch den Calvinismus und den damit verbundenen Bilderstürmen zu erklären. Katholische Bildthemen wurden geächtet, dennoch entstand in den Nördlichen Niederlanden die Nachfrage nach Kunst, im Besonderen nach Gemälden zur Verschönerung des Wohnraums. Abnehmer der Bilder war das zu Reichtum gekommene Bürgertum. Die Käufer wollten den erreichten Luxus, der ihnen den Konsum und das Anhäufen exquisiter Gerätschaften und teurer und überfeinerter Speisen erlaubte, auf den Bildern dokumentiert sehen.

## Formale Bildbeschreibung

### Bildgegenstände
Dem Betrachter präsentiert sich eine mit Leidener oder Haarlemer Damast eingedeckte Tafel. Auf dieser befinden sich Objekte, die in zwei Gruppen einzuteilen sind. Die eine Gruppe bilden das Küchengeschirr und Utensilien und die zweite Gruppe besteht aus Lebensmitteln. Zur ersten Gruppe zählen die verschiedenen Gläser auf dem Tisch. Dabei handelt es sich um einen aus grünem Glas gefertigten Römer. In dem Gemälde im Frans-Hals-Museum in Haarlem steht an dessen Stelle ein Berkemeyer. Glas gehörte im 17. Jahrhundert zu den erschwinglichen Gütern und war von so geringem Wert, dass es in den Inventaren nicht verzeichnet wurde. Dass Glas jedoch auch zu den teureren Gütern zählen konnte, beweisen die importierten façon-de-Venise-Gläser auf der Tafel, wovon eines liegend, von einer hellen Steinzeugkanne verdeckt wird. Bei dieser handelt es sich um eine Kanne aus Siegburger Keramik, die aus Deutschland importiert wurde. Ebenso teure und begehrte Importgüter waren die chinesischen Schalen aus Porzellan. Diese stammten meist aus dem überseeischen Handel der VOC und werden oft, benannt nach dem zu dieser Zeit herrschenden Kaiser, als Wanli-Porzellan bezeichnet. Die chinesischen Teller, flachen und tiefen Schalen blieben, obwohl sie später im großen Stil durch die Delfter Porzellan-Manufakturen kopiert wurden, teure und beliebte Stücke des Hausschatzes. Eine weitere Wertsteigerung geschieht durch die Metallteller und das Messer im Bild. Derartiges Geschirr aus edlem Metall wie Zinn oder Silber gehört wohl zu den wertvollsten Objekten innerhalb des auf der Tafel drapierten Arrangements. Bei der zweiten Gruppe an Objekten handelt sich um eine Ansammlung verschiedenster Nahrungsmittel. Wie frisch gepflückt erscheinen die in einer großen Schüssel versammelten rot-gelben Äpfel und die, auf kleineren Schalen servierten, noch an den Reben hängenden, hellen und dunklen Weinbeeren. In einem weiteren Teller befinden sich grüne Oliven. Nicht in Geschirr dargereicht, sondern über den Tisch verteilt, befinden sich noch offene und geschlossene Nüsse, Backwaren in Form von kleinen Brötchen und eine einzelne Birne. Dies sind Früchte und Nahrungsmittel, die in Hülle und Fülle auf dem städtischen Markt zu kaufen waren oder im Garten an den eigenen Bäumen wuchsen. Eine Ausnahme bilden die Oliven, die wie heute aus dem Mittelmeerraum nach den Niederlanden importiert wurden. Damit gehören sie zweifelsohne, wie alle Importwaren auf dem Tisch, zu den teureren Objekten. Ein letztes Nahrungsmittel verdient eine besondere Beachtung – der Käse. Dieser ist hier in mächtigen und verschiedenfarbigen Laiben übereinander gestapelt. Diese werden auf einem kostbaren Teller in der Mitte des Bildes präsentiert. Die Bedeutung des Käses auf niederländischen Gemälden ist nicht eindeutig. Einerseits handelt es sich dabei um ein einfaches landwirtschaftliches Erzeugnis und wesentliches Grundnahrungsmittel. Andererseits stieg der Käse mit seiner langjährigen Reife immens in seinem Wert und wurde sogar in Inventaren vermerkt. Die hintere Kante ist aufgrund der eng aneinandergrenzenden Objekte und/oder aufgrund des diffusen Lichts im hinteren Teil des Gemäldes nicht erkennbar. Ähnlich verhält es sich mit den seitlichen Begrenzungen des Tisches. Den Hintergrund bildet eine unbeleuchtete und ungestaltete Fläche. Ein Blick auf die weiteren wenigen Gemälde von Floris van Dyck und Nicolaes Gillis lässt einen deutlichen Trend erkennen. Das Repertoire an Objekten lässt sich noch durch einige wenige, wie beispielsweise Schalen mit Zuckergebäck, weiteren Früchten (bspw. Zitronen), Becherschrauben oder Nautiluspokale ergänzen. Das Konzept der Objekte ist aber stets das gleiche. Niemals fehlen die metallenen Teller, chinesischen Schalen mit Früchten oder der in den Mittelpunkt gerückte Stapel bestehend aus Käselaiben.

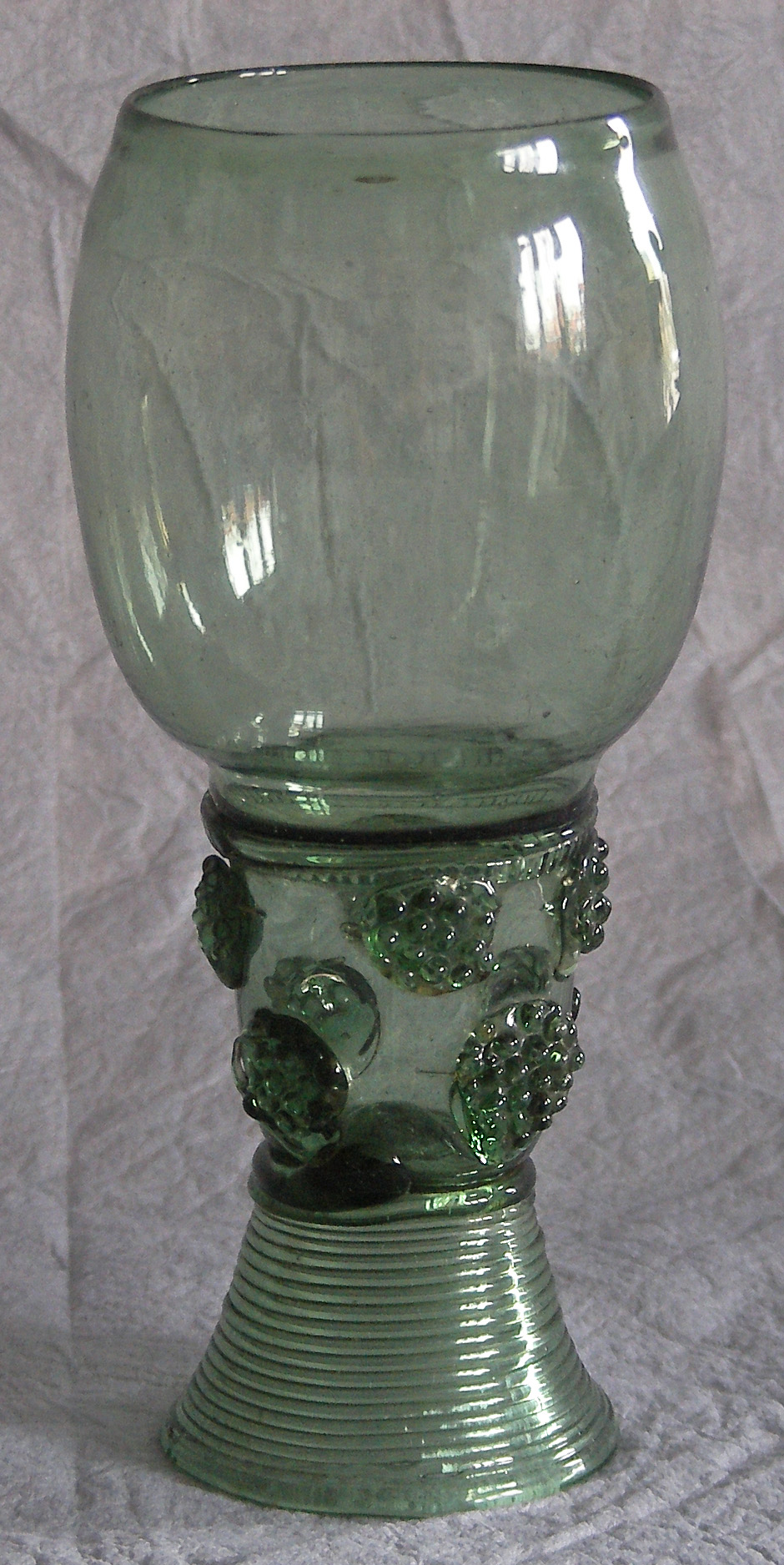
Ein Römer aus Waldglas
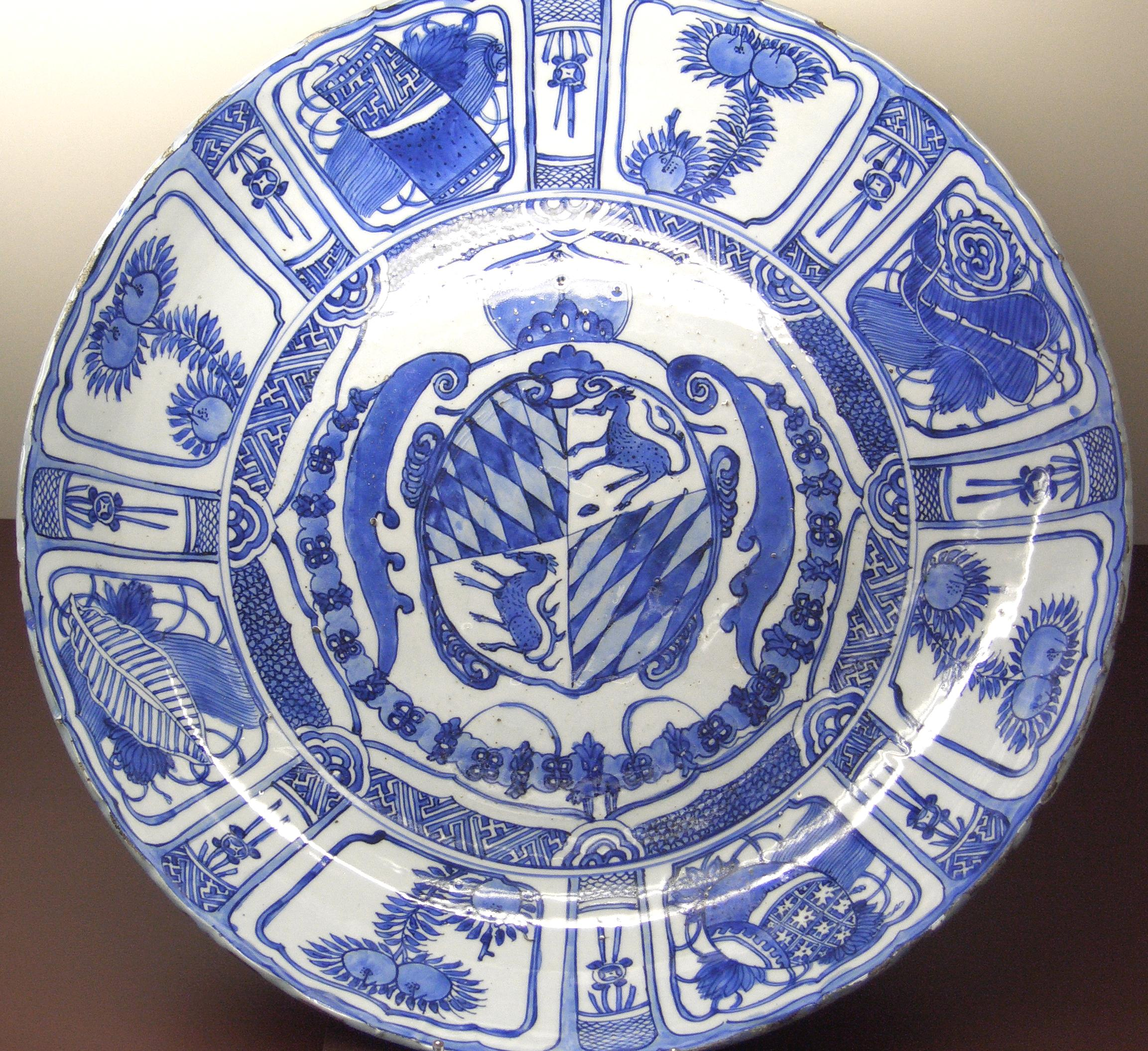
Wanli-Teller

### Komposition
In dem zu betrachtenden Gemälde ist eine Anordnung der Objekte in drei verschiedenen Reihen zu beobachten. In der ersten Reihe stehen Objekte wie die Schale mit Trauben, der Römer, der Teller mit Oliven und die Steinzeugkanne. Ein besonderes Element der ersten Reihe ist der metallene Teller mit der herabhängenden Apfelschale, der etwas über die vordere Tischkante geschoben und somit als Trompe-l’œil-Motiv den Blick auf sich lenkt. In der zweiten Reihe befinden sich Objekte, die jene der ersten Reihe überragen, wie die große chinesische Schale mit den Äpfeln und der im Mittelpunkt des Bildes platzierte Käsestapel. In der hinteren Reihe sind zwei Gläser zu erkennen, die nur sichtbar sind, da sie im Arrangement in Zwischenräumen stehen. Die gesamte Anordnung der Objekte entspricht einer pyramidalen Komposition, wobei die Aufmerksamkeit des Betrachters auf den in der Mitte thronenden Käsestapel gelenkt wird. Dieses Kompositionsschema scheint für die Haarlemer Schautafeln programmatisch zu sein. Variationen erfährt diese Anordnung nur durch weniger definierte Grenzen zwischen den einzelnen Objektreihen oder die mögliche leicht dezentrale Stellung des Käsestapels, wobei dieser immer noch das Bildgefüge dominiert. Die Objekte sind in einer großzügigen Draufsicht dargestellt, die, je weiter die Objekte in den Raum hineinreichen, abnimmt. Die Komposition der Objekte ist streng und symmetrisch, trotz der über den Tisch verteilten Nüsse und Reste der Backwaren. Die Anordnung der Objekte auf der Tafel lässt den inhärenten Horror Vacui dieser Bildauffassung erkennen.
Obwohl die Anzahl der dargestellten Objekte überschaubar ist, füllen sie doch den größten Teil des Bildes aus. Dies geschieht in der Komposition des Bildes dadurch, dass Überschneidungen vermieden wurden. Die Objekte stehen einzeln auf dem Tisch, ohne mit den anderen in direkte Berührung zu kommen, oder bilden untereinander kleine Arrangements, wie bspw. die Steinzeugkanne mit dem Brötchen und der Birne. In der Gesamtschau fügen sich dann diese einzelnen Objekte und kleinen Objektgruppen zu einem die Tafel füllenden Arrangement.

### Farbigkeit

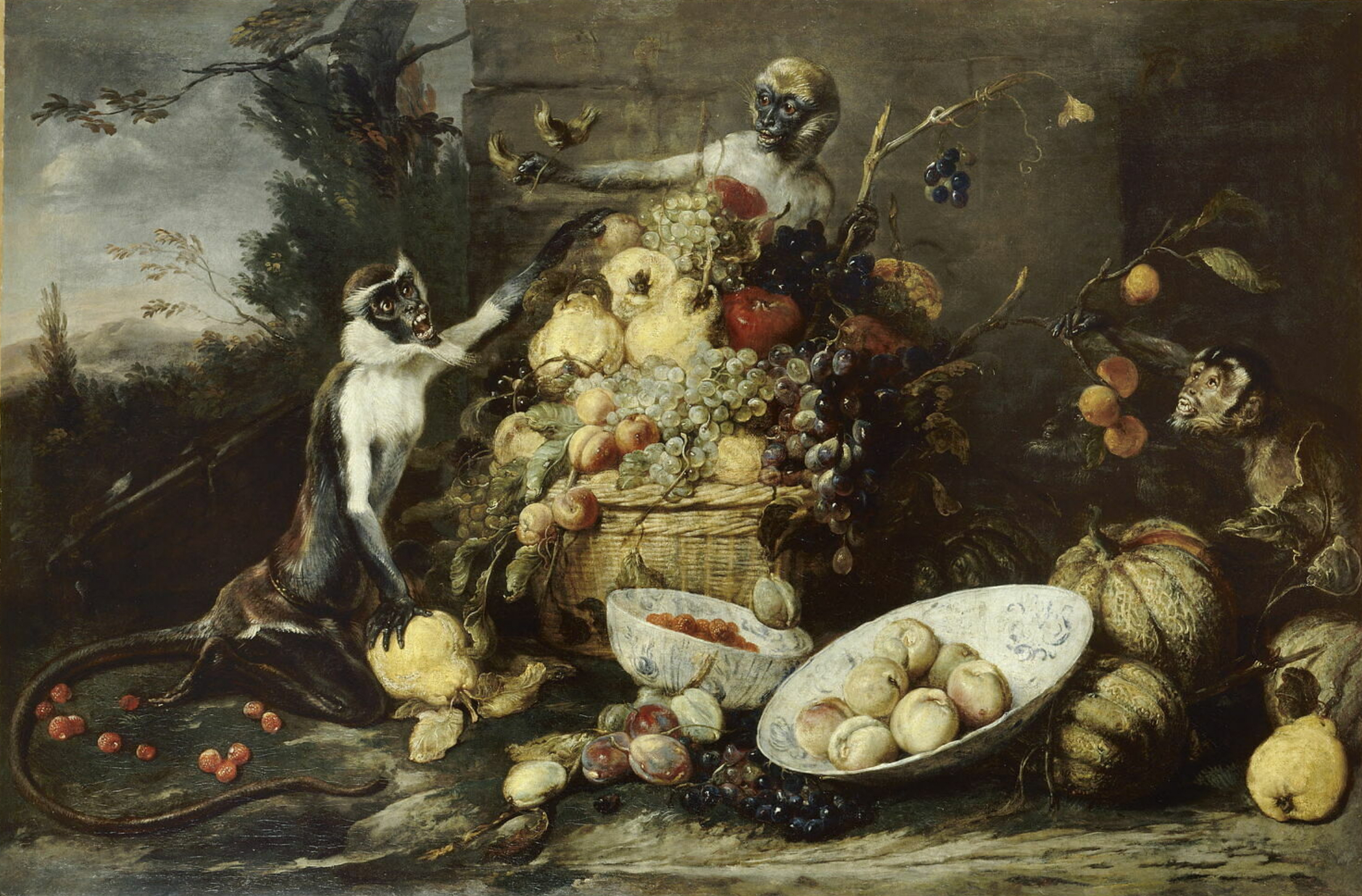
Frans Snyders: Drei Affen stehlen Obst, 1640, Louvre, Paris

Das hier betrachtete Gemälde von Floris van Dijck steht, was die Farbigkeit angeht, in der Tradition Küchenstücke und Marktbilder, wie sie von Pieter Aertsen und Joachim Beuckelaer gemalt wurden. Alle dargestellten Objekte weisen deshalb ihre Lokalfarbe auf. Allerdings muss hierbei darauf hingewiesen werden, dass die Haarlemer Schautafeln in der Farbigkeit – oder besser: in der Ausdruckskraft der
Farbe – den zeitgleichen flämischen Stillleben nachzustehen schienen. Dieser Unterschied wird aber tatsächlich erst augenfällig, wenn man den direkten Vergleich vornimmt. Vergleicht man etwa das Gemälde von Floris van Dyck mit dem seines flämischen Malerkollegen Frans Snyders, wird der Unterschied mehr als deutlich. So zeigen beispielsweise die Äpfel im Früchtekorb eines Frans Snyders eine höhere Farbintensität als die Äpfel in der Wanli-Schale im Amsterdamer Gemälde von Floris van Dijck. Martina Brunner-Bulst sieht hier bereits eine durch abgestufte Lichtwerte zurückgenommene Farbigkeit. Diese scheint dann wohl den Veränderungen in der Verwendung von Farbe in den späteren Haarlemer Stillleben, welche als Monochrome Banketjes bezeichnet werden, vorauszugehen.

### Lichtregie
Die anwesende Lichtquelle in Floris van Dycks Gemälde ist indirekt. Den Schlagschatten der Objekte und auch den Reflexen auf dem Römer zufolge handelt es sich dabei um ein von links kommendes Licht – vermutlich von einem höher gelegenen Fenster. Das Licht hat in diesem Gemälde zwei wesentliche kompositorische Aufgaben. Zunächst übernimmt bzw. unterstreicht es die Staffelung des Bildes in verschiedene Ebenen auf dem Tisch, in denen die dargestellten Objekte platziert wurden. So erfährt die vorderste Ebene die stärkste Beleuchtung. Die Trauben, der Wein in dem Römer und der Apfel auf dem Silberteller können so in ihren kräftigen Farben leuchten. Absolut täuschend echt ist die Veränderung der Lichtintensität wiedergegeben, die mit der vorderen Kante des Tisches einhergeht. Die zweite Ebene mit Objekten wie der chinesischen Schale mit Äpfeln und der hohen Käsepyramide erfährt eine weniger starke Beleuchtung. Hierbei lässt van Dijck das Licht noch gerade so hell strahlen, dass der aufgeschnittene Käse, der metallene Teller darunter und die Äpfel in der Schale mit ihrer Farbigkeit und ihrer Reflexionseigenschaft überzeugen können. Ab der Mitte des Bildes ändert sich die Beleuchtung drastisch. Der gesamte hintere Abschnitt des Tisches mit Objekten wie einem kaum wahrnehmbaren weiteren Käselaib und zwei stehenden Gläsern ist in einem diffusen Licht gehalten und geht in den schwarzen Hintergrund über. Hierbei fällt auf, dass nur die erste und zweite Ebene eine gewisse Variation der Lichtintensität aufweisen. Es handelt sich deshalb weniger um eine Staffelung des Lichtes, sondern eher um eine intensive Beleuchtung der vorderen Tischhälfte, deren seitliche Begrenzungen so verlaufen, dass sie in Höhe der Käsepyramide ihren Schnittpunkt besitzen. So ist es möglich, von einer bewussten Lichtregie zu sprechen, die als Ziel hat, auf die Mitte des Bildes hin zu führen. Der Einsatz von Licht, um damit eine bestimmte Stimmung zu evozieren, lässt sich in diesem Gemälde von Floris van Dyck als auch in seinen anderen Werken oder denen seines Malerkollegen Nicolaes Gillis nur schwer nachweisen. Augenscheinlich sollte das Potential des stimmungsvollen Einsatzes des Lichtes noch entdeckt werden. Dass hier die Möglichkeiten der Wiedergabe von Licht noch nicht ausgeschöpft wurden, beweist auch die den Hintergrund bildende ungestaltete dunkle Fläche.

### Perspektive
Die Horizontlinie liegt über der Mittelachse des Bildes, weshalb der Betrachter nahezu den gesamten Tisch überschauen kann. Es erzeugen so fast ausschließlich die perspektivisch genau betrachteten Objekte, welche den Charakter von Einzelstudien aufweisen, die anwesende tiefenräumliche Wirkung. Entgegen den Gesetzen der Wahrnehmung werden die Objekte nicht kleiner, je weiter sie in den Raum reichen. Floris van Dyck nutzt nicht den Effekt der Wahrnehmung, sondern nochmals das Licht. Denn dieses hat neben der Staffelung des Bildes in verschiedene Ebenen noch eine zweite wesentliche Aufgabe. Es vermittelt die Illusion von einer tiefenräumlichen Wirkung. Die Bildgegenstände werden aufgrund ihrer nuancierten und durch Licht modellierten Oberflächen sowie durch ihre Fähigkeit, einen Schatten zu werfen, als dreidimensionale Objekte erfahren. Eindrucksvolle Beispiele sind hier die Steinzeugkanne mit ihrer ornamentierten Oberfläche und besonders die Schauseite des angeschnittenen Käselaibes, dessen verschiedene Ansätze des Käsemessers sehr detailreich wiedergegeben sind. Die schrägen Schlagschatten und deren teilweise Verschmelzung miteinander verstärken den Eindruck einer räumlichen Staffelung der Objekte und somit das Vorhandensein von Perspektive. Dieser Eindruck wird lediglich noch von dem schräg über den Tisch geführten Tischläufer, durch das in die Tiefe des Raumes weisende Messer oder das Trompe-l’œil-Motiv des über die Tischkante geschobenen Zinntellers mit der herabhängenden Apfelschale unterstützt.

## Interpretation

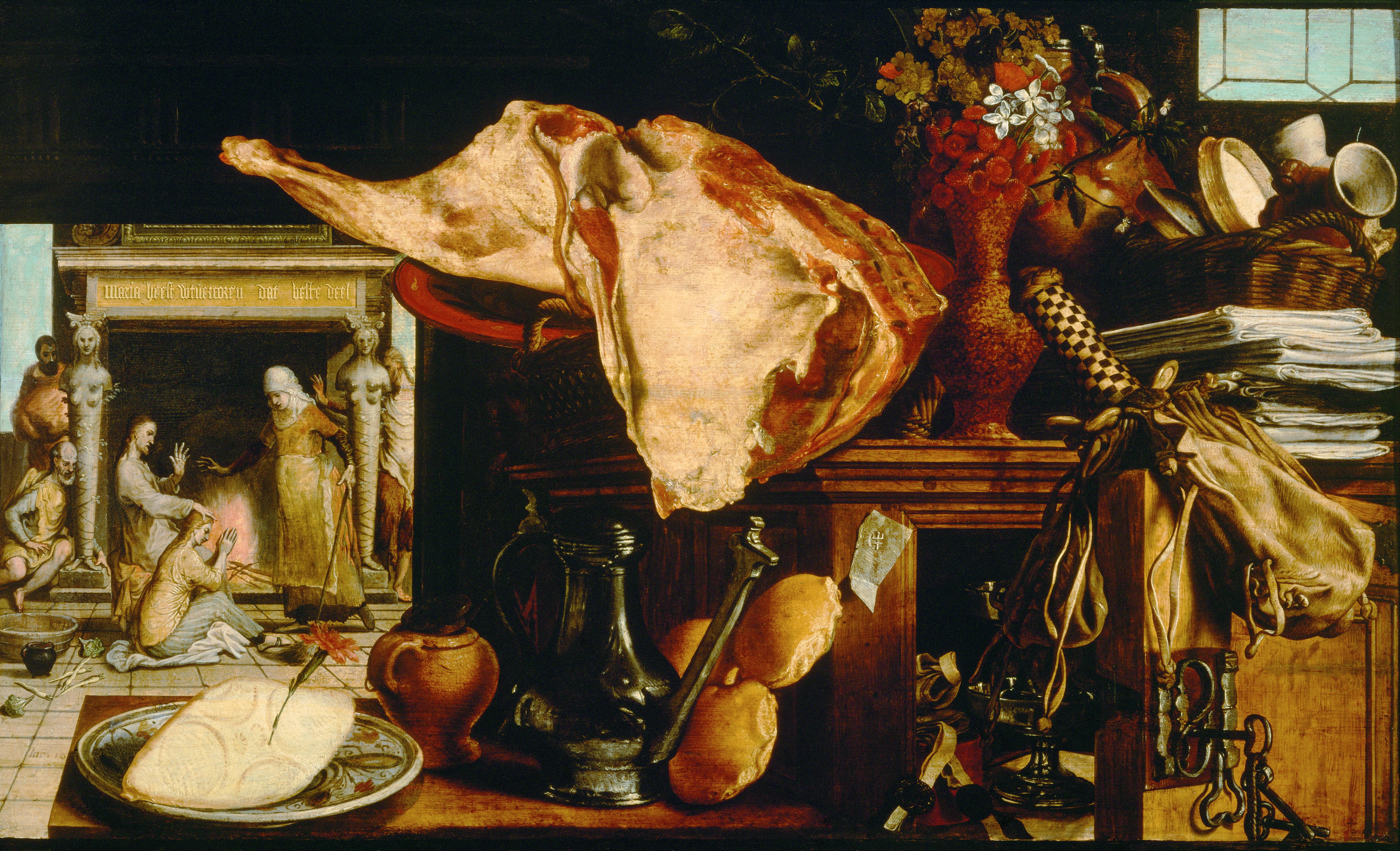
Pieter Aertsen, Christus bei Maria und Martha, 1552, Kunsthistorisches Museum, Wien

Die Tafel ist links und rechts angeschnitten, wodurch die vollständigen Ausmaße außerhalb des Blickfeldes liegen. Dadurch wirkt das Bild wie ein Ausschnitt beziehungsweise eine Momentaufnahme. Bei gedeckten Tafeln von Floris van Dyck und Nicolaes Gillis handelt es sich aber nicht um flämische Marktstände oder Einsichten in Vorratsräume. Bei diesen wurde oft der Luxus der aufgetürmten Speisen und Lebensmittel im Vordergrund durch eine Szene im Hintergrund – beispielsweise Christus bei Maria und Martha als Sinnbild der guten Haushaltsführung und Mäßigung – relativiert.
In dem Gemälde könnten in Anlehnung an die Deutung von Motiven in den Mark- und Küchenstücken die vertrocknete Apfelschale in Kontrast mit den noch frischen Äpfeln in der Schale auf die Vergänglichkeit alles Irdischen (Vanitas-Motiv) hinweisen. Des Weiteren könnte der Käse, als Bestandteil der täglichen Ernährung, in Kontrast zu den teuren und luxuriöseren Lebensmitteln als Ermahnung zur Mäßigkeit verstanden worden sein. Die Bildaussage der Tafeln von Floris van Dyck und Nicolaes Gillis ist nicht eindeutig trotz derartiger Interpretationshinweise. Es besteht nicht einmal eine einheitliche Meinung über die Gäste der hier präsentierten Tafel. Joseph Lammers schloss aufgrund der Speisen und Gegenstände sowie deren Wert auf eine Verwendung durch eine vornehme Gesellschaft. Claus Grimm meinte, es handele sich hierbei um Schautafeln, die kostbare Objekte ausschließlich zum Bestaunen vorführen sollen. Dies klingt plausibel angesichts des Faktes, dass nur für eine Person Teller, Messer und Glas vorhanden sind, was somit ein festliches Bankett mit mehreren Personen  eigentlich ausschließt. Bestimmte Objekte auf dem Tisch verweisen nicht nur auf das Vermögen des damaligen Besitzers des Gemäldes, sondern auch auf eine zweite Sinnebene. So sind Brot und Wein Symbole der Eucharistie. Die Nuss kann als Zeichen der Göttlichkeit Christi und deren Schale für das Kreuz, an dem er seinen Tod fand, stehen.

## Provenienz
Das Gemälde wurde 1982 durch das Rijksmuseum Amsterdam mit Unterstützung der Vereniging Rembrandt, dem Prins Bernhard Fond und der Rijkmuseum-Stichting erworben. Die Herkunft vor dem Erwerb durch das Rijksmuseum unterliegt der Anonymität.

### Nachschlagewerke
- Dyck, Floris van. In: Allgemeines Künstlerlexikon. Die Bildenden Künstler aller Zeiten und Völker (AKL). Band 31, Saur, München u. a. 2001, ISBN 3-598-22771-X, S. 386.
- Erika Gemar-Költzsch: Holländische Stillebenmaler im 17. Jahrhundert. Luca-Verlag, Lingen 1995, ISBN 3-923641-41-9.
- Fred G. Meijer & Adriaan van der Willigen: A dictionary of Dutch and Flemish still-life painters working in oils. 1525-1725. Primavera Press, Leiden 2003, ISBN 90-74310-85-0.
- K. Lilienfeld: Dyck, Floris Claesz. van. In: Ulrich Thieme (Hrsg.): Allgemeines Lexikon der Bildenden Künstler von der Antike bis zur Gegenwart. Begründet von Ulrich Thieme und Felix Becker. Band 10: Dubolon–Erlwein. E. A. Seemann, Leipzig 1914, S. 270–271 (Textarchiv – Internet Archive).

### Monografien und Ausstellungskataloge
- Ingvar Bergström: Dutch still-life painting in the seventeenth century. Aus dem Schwedischen von Christina Hedström und Gerald Taylor. Faber & Faber, London 1956.
- Martina Brunner-Bulst: Pieter Claesz.: der Hauptmeister des Haarlemer Stillebens im 17. Jahrhundert. Kritischer Œuvrekatalog. Luca-Verlag, Lingen 2004, ISBN 3-923641-22-2.
- Laurens Bol: Holländische Maler des 17. Jahrhunderts, nahe den großen Meistern : Landschaften und Stilleben. Klinkhardt & Biermann, Braunschweig 1969.
- Sybille Ebert-Schifferer: Die Geschichte des Stillebens. Hirmer, München 1998, ISBN 3-7774-7890-3.
- Claus Grimm: Stilleben. Die niederländischen und deutschen Meister. Belser, Stuttgart (u. a.) 1988, ISBN 3-7630-1945-6.
- Gerhard Langemeyer & Hans-Albert Peeters (Hrsg.): Stilleben in Europa. (Aust.kat.: Westfälisches Landesmuseum für Kunst und Kulturgeschichte Münster & Staatliche Kunsthalle Baden-Baden 1980). Landschaftsverband Westfalen-Lippe, Münster 1979.
- Koos Levy-Van Halm (Red.): De trots van Haarlem. Promotie van een stad in kunst en historie. (Aust.kat.: Frans Halsmuseum Haarlem & Teylers Museum Haarlem 1995). Haarlem (u. a.) 1995.
- Roswitha Neu-Kock (Red.): Stilleben - Natura Morta. Im Wallraf-Richartz-Museum und im Museum Ludwig. (Aust.kat.: Wallraf-Richartz-Museum und Museum Ludwig Köln 1980). Museen der Stadt Köln, Köln 1980.
- Michael North: Geschichte der Niederlande. Beck, München 2003, ISBN 3-406-41878-3.
- Simon Schama: Overvloed en onbehagen : de Nederlandse cultuur in de Gouden Eeuw. Aus dem Englischen von Eugène Dabekaussen, Barbara de Lange en Tilly Maters. Contact, Amsterdam 1988, ISBN 90-254-6838-1.
- Norbert Schneider: Stilleben. Realität und Symbolik der Dinge; die Stillebenmalerei der frühen Neuzeit. Taschen, Köln 1989, ISBN 3-8228-0398-7.
- A.P.A. Vorenkamp: Bijdrage tot de geschiedenis van het Hollandsch stilleven in de 17 eeuw: proefschrift ter verkrijging van den graad van doctor in de letteren en wijsbegeerte aan de Rijks-Universiteit te Leiden. N.V. Leidsche Uitgeversmaatschappij, Leiden 1933.
- N.R.A. Vroom: A modest message as intimated by the painters of the "Monochrome banketje". Vol. 1 & 2: Interbook International, Schiedam 1980, Vol. 3: Wilson DMK, Nürnberg 1999.
- N.R.A. Vroom: De Schilders Van Het Monochrome Banketje. Kosmos, Amsterdam 1945.

### Aufsätze und Artikel
- Julie Berger Hochstrasser: Imag(in)ing prosperity. Painting and material culture in the 17thcentury Dutch household. In: Jan de Jong (Hrsg.): Wooncultuur in de Nederlanden. 1500 - 1800 = The art of home in the Netherlands. Zwolle 2001. Waanders, Zwolle 2001, ISBN 90-400-9539-6, S. 194–235 (Nederlands kunsthistorisch jaarboek. 51).
- Josua Bruyn: Dutch Cheese. A problem of interpretation. In: Simiolus 24, 1996, S. 201–208.
- Claus Grimm: Küchenstücke – Marktbilder – Fischstilleben In: Gerhard Langemeyer & Hans-Albert Peeters (Hrsg.): Stilleben in Europa. (Aust.kat.: Westfälisches Landesmuseum für Kunst und Kulturgeschichte Münster & Staatliche Kunsthalle Baden-Baden 1980). Landschaftsverband Westfalen-Lippe, Münster 1979, S. 351–377.
- Hanneke Grootenboer: Truth in Breakfast Painting. Horror Vacui versus the void and Pascal's Geometrical Rhetoric. In: Hanneke Grootenboer: The Rhetoric of Perspective. Realism and illusion in seventeenth-century Dutch still-life painting. Univ. of Chicago Press, Chicago 2005, ISBN 0-226-30968-1, S. 61–95.
- Eddy de Jongh: De interpretatie van stillevens: grenzen en mogelijkheden. In: Eddy de Jongh: Kwesties van betekenis. Thema en motief in de Nederlandse schilderkunst van de zeventiende eeuw. Primavera Pers, Leiden 1995, ISBN 90-74310-14-1, S. 130–148.
- Joseph Lammers: Fasten und Genuss. Die angerichtete Tafel als Thema des Stillebens. In: Gerhard Langemeyer & Hans-Albert Peeters (Hrsg.): Stilleben in Europa. (Aust.kat.: Westfälisches Landesmuseum für Kunst und Kulturgeschichte Münster & Staatliche Kunsthalle Baden-Baden 1980). Landschaftsverband Westfalen-Lippe, Münster 1979, S. 402–429.
- J. Michael Montias: Cost and Value in seventeenth-century Dutch art. In: Art History. 10, 1987, S. 455–466.